# Mounzer Khatib
Mounzer Khatib (arab. منذر خطيب; ur. 4 kwietnia 1936) – syryjski strzelec, olimpijczyk. 
Startował na igrzyskach w 1972 roku (Monachium). Zajął 47. miejsce w trapie. Na tamtych igrzyskach, pełnił również funkcję chorążego reprezentacji.

## Wyniki olimpijskie
| Igrzyska | Konkurencja | Wynik       | Miejsce | Źródło |
| -------- | ----------- | ----------- | ------- | ------ |
| IO 1972  | Trap        | 170 punktów | 47.     | [ 2 ]  |